# Базаринцы
База́ринцы (укр. Базаринці) — село в Збаражской городской общине Тернопольского района Тернопольской области Украины.
Код КОАТУУ — 6122480401. Население по переписи 2001 года составляло 684 человека.
До 2020 года входило в Збаражский район.

## Географическое положение
Село Базаринцы находится на правом берегу реки Гнезна Гнилая,
выше по течению на расстоянии в 0,5 км расположено село Тарасовка,
ниже по течению примыкает город Збараж.
Рядом проходят автомобильные дороги Р-43, Т-2010 и
железная дорога, станция Збараж в 1-м км.

## История
- 1649 год — дата основания.

## Экономика
- Благодар-Агро, ООО.

## Объекты социальной сферы
- Фельдшерско-акушерский пункт.

## Достопримечательности
- Збаражский участок первоцвета весеннего — ботанический памятник природы местного значения.